# Stijn Stijnen
Pour les articles homonymes, voir Stijnen.
Stijn Stijnen, né le 7 avril 1981 à Hasselt en Belgique, est un footballeur international et entraîneur belge. Il est actuellement en poste au Patro Eisden Maasmechelen.

## Biographie
Formé au KSC Hasselt, il rejoint en 2000 le FC Bruges. Longtemps remplaçant de Dany Verlinden puis de Tomislav Butina, il fait de brillants débuts en championnat le 18 avril 2003 contre le KRC Genk. Fin 2005, il profite de la blessure du gardien titulaire, Tomislav Butina, pour accumuler du temps de jeu. Il dispute notamment, le 14 février 2005, un match mémorable contre la Juventus en Ligue des champions sortant plusieurs arrêts de grande classe devant David Trezeguet ou Zlatan Ibrahimović. Stijnen enchaîne ensuite les bonnes prestations et garde donc sa place de titulaire jusqu'à la fin de la saison. 
Ses performances ne laissent pas non plus indifférent le sélectionneur national, René Vandereycken qui doit pallier la longue absence de son titulaire, Silvio Proto. Le 11 mai 2006, Stijn fait ses débuts lors d'un match amical contre l'Arabie saoudite. C'est donc logiquement que le gardien limbourgeois commence la saison 2006-2007 dans le rôle de gardien titulaire du FC Bruges. Stijnen est connu pour ses bons réflexes et ses un contre un mais il manque parfois un peu d'autorité dans son petit rectangle et dans le jeu aérien[réf. nécessaire].
En mars 2007, il apparait négativement dans l'actualité juste avant un match international contre le Portugal. Une interview de lui est publiée dans laquelle il dit que pour que la Belgique ait une chance de s'imposer: "Après deux minutes, on doit s'en être pris d'une telle façon à Ronaldo qu'il doive quitter le terrain sur une civière." Cette interview déclenche les foudres des journalistes portugais. Finalement Stijnen présente ses excuses à Cristiano Ronaldo et il n'est pas suspendu par la FIFA mais doit quand même payer une amende.
En février 2011, le portier flamand se retrouve à nouveau au centre des polémiques. Les médias belges révèlent la relégation de celui-ci dans le noyau B du Club de Bruges à la suite de son implication dans une campagne anonyme de diffamation sur des forums internet à l'encontre de ses équipiers et de la nouvelle direction. Finalement, le 21 février 2011, le club de Bruges et lui-même décident de commun accord de mettre un terme à leur collaboration. Il se retrouve donc sans club. En août 2011, il rejoint un autre club belge: le Beerschot.
Dans le courant de la saison 2011-2012, Stijnen se porte au secours du K. Sporting Hasselt, successeur de son club formateur. Le cercle limbourgeois qui s'est déclaré en "cessation de paiement" évite la faillite pure et simple et peut terminer la saison en Division 3 série B. Toutefois, il ne peut éviter la relégation sportive. Stijnen annonce l'aide "technique" d'amis joueurs (toujours en activité dans d'autres clubs), dont Karel Geraerts et Jelle Van Damme.

## Carrière
| Saison    | Club      | Division | Matches | Buts |
| --------- | --------- | -------- | ------- | ---- |
| 2002-2003 | FC Bruges | I        | 2       | 0    |
| 2003-2004 | FC Bruges | I        | 0       | 0    |
| 2004-2005 | FC Bruges | I        | 1       | 0    |
| 2005-2006 | FC Bruges | I        | 15      | 0    |
| 2006-2007 | FC Bruges | I        | 27      | 0    |
| 2007-2008 | FC Bruges | I        | 31      | 0    |
| 2008-2009 | FC Bruges | I        | 31      | 0    |
| 2009-2011 | FC Bruges | I        | 36      | 0    |
| 2011-     | Beerschot | I        | -       | -    |

## Palmarès
- Champion de Belgique en 2003 et en 2005 (FC Bruges)
- Vainqueur de la Coupe de Belgique en 2007 (FC Bruges)